# Internationales Nachrichten- und Forschungsinstitut
Das Internationale Nachrichten- und Forschungsinstitut (INFI) wurde in der Folge des von Rudi Dutschke, Gaston Salvatore und anderen Mitgliedern des SDS (Sozialistischer Deutscher Studentenbund) organisierten bundesweiten Vietnamkongresses im Jahr 1968 gegründet.
Es bestand vom April 1968 bis März 1969 als eigenständige Einrichtung und wurde finanziert aus den Mitteln, die vom Vietnamkongress übrig blieben. Giangiacomo Feltrinelli steuerte seine Bibliothek der internationalen Arbeiterbewegung bei. Diese Bibliothek bestand aus Reprints und Neuauflagen im Werte von mehr als 30.000 DM. Die Büroräume des INFI befanden sich am Kurfürstendamm 52 und nicht, wie fälschlich kolportiert wurde, in den Räumen des SDS-Zentrums am Kurfürstendamm 140 in Berlin. Ab März 1969 zogen die verbleibenden INFI-Gruppen um in die Räume der Ende Februar 1969 gegründeten RPK (Rote Presse Korrespondenz), gelegen in der Eislebener Str. 14, ebenfalls in Berlin-Charlottenburg. Das INFI trat als eine der Gründungsgruppen der RPK auf. Im Impressum wurde es ab Dezember 1969 dann nicht mehr geführt.
Das INFI war als Institut konzipiert, das Emanzipations- und Befreiungsbewegungen in der Dritten Welt unterstützen sollte. Es bildeten sich Arbeitskreise zu Südostasien, Lateinamerika, Afrika, Palästina, Griechenland und andere. Für Griechenland, das ein Jahr zuvor einen Militärputsch erlebte, wurde eine „Analyse Griechenlands – Geschichte und Struktur der Junta, mögliche Formen des Widerstands“ erstellt und veröffentlicht. Der Politologe Gerd Langguth behauptet, das Institut sei als eine „Zentrale für die Kombination legaler und illegaler Arbeit“ konzipiert gewesen und „sollte die Illegalität kleiner Gruppen ermöglichen“. Diese Zielsetzung, wenn es sie denn je gegeben haben sollte, wurde offenbar nie in die Tat umgesetzt.
Sowohl über die dem INFI zugedachte Rolle als auch über seine konkrete Aufgabenstellung gibt es nur spärliche Literatur. Neben Dutschke und Salvatore gehörten auch Wolfgang Schwiedrzik, Horst Kurnitzky, der im Lateinamerika-Arbeitskreis mitwirkte, und der Vietnam-Spezialist Jürgen Horlemann dem INFI an. Schwiedrzik leitete den Afrika-, Horlemann den Südostasien-Arbeitskreis. Horlemann gelang es, Christian Semler und Peter Neitzke, zwei führende SDSler, in das Institut zu holen. Die drei und Schwiedrzik bildeten im Laufe der INFI-Existenz den Gründungskern der späteren KPD/AO, einer maoistisch orientierten Kaderpartei. Diese Gruppe eignete sich auch die wertvolle INFI-Bibliothek an. Das spätere Mitglied im Zentralrat der umherschweifenden Haschrebellen, Georg von Rauch, soll im Italienarbeitskreis des INFI mitgewirkt haben. Die Behauptung, Michael ‚Bommi‘ Baumann sei ebenfalls im INFI aktiv gewesen, lässt sich nicht belegen; belegbar ist aber, dass Günter Langer ein Jahr später zeitweilig als Redakteur der „undogmatischen“ Wochen-Postille Agit 883 fungierte. Der Hinweis, im INFI sei das misslungene Bombenattentat auf den damaligen US-Präsidenten Richard Nixon geplant worden, entbehrt jeder Grundlage.